# باي دونا
باي دونا (هانغل: 배두나) ممثلة كورية جنوبية، ولدت يوم 11 تشرين الأول 1979 في سول، كوريا الجنوبية.

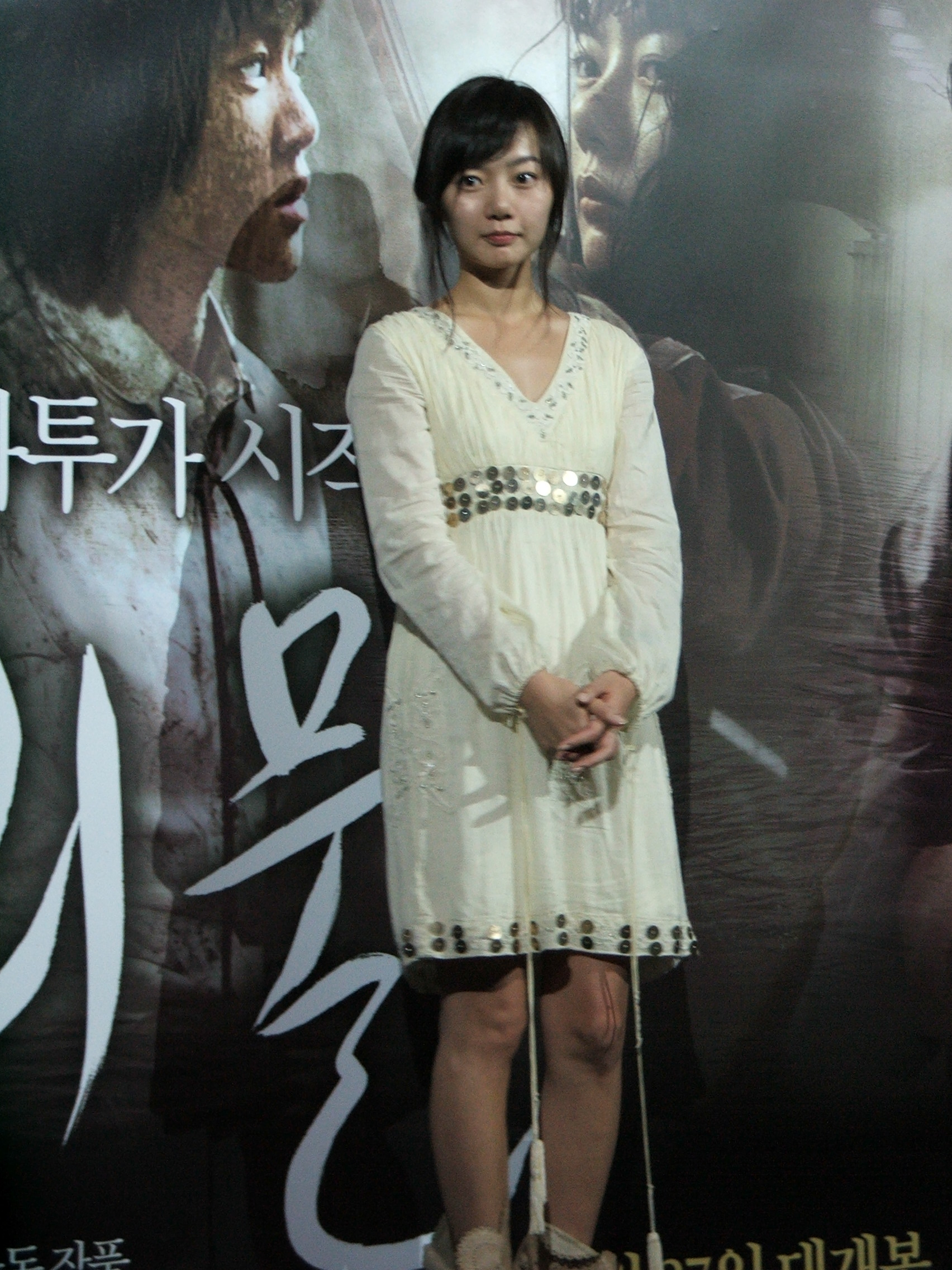
باي دونا في عام 2006

## الأعمال

### أفلام
| السنة | الفيلم                  | الدور                            |
| ----- | ----------------------- | -------------------------------- |
| 1999  | ذا رينغ فايروس          | بارك أون سو                      |
| 2002  | متعاطف مع السيد المنتقم | تشا يونغ مي                      |
| 2006  | المضيف                  | بارك نام جو                      |
| 2012  | سحابة الأطلس            | سونمي~451 سونمي~351 تيلدا إيوينغ |
| 2015  | صعود جوبيتر             | رازو                             |
| 2016  | النفق                   | سي هيون                          |
| 2022  | سمسار                   | سو جين                           |
| 2023  | سوهي التالية            | يو جين                           |
| 2023  | قمر متمرد               | نيميسيس                          |

### مسلسلات
| السنة     | المسلسل       | الدور              |
| --------- | ------------- | ------------------ |
| 1999      | المدرسة       | دونا باي           |
| 2010      | سيد الدراسة   | هان سو جونغ        |
| 2015–2018 | سينسايت       | سون باك            |
| 2017–2020 | الغابة السرية | الضابطة هان يو جين |
| 2018      | فوضى الزواج   | كانغ هوي رو        |
| 2019–2020 | المملكة       | سيو بي             |
| 2021      | البحر الصامت  | سونغ جي آن         |
| 2024      | خطة العائلة   | هان يونغ سو        |

## روابط خارجية
- باي دونا على موقع IMDb (الإنجليزية)
- باي دونا على موقع روتن توميتوز (الإنجليزية)
- باي دونا على موقع قاعدة بيانات الأفلام العربية
- باي دونا على موقع ألو سيني (الفرنسية)
- باي دونا على موقع ميوزك برينز (الإنجليزية)
- باي دونا على موقع أول موفي (الإنجليزية)
- باي دونا على موقع قاعدة بيانات الأفلام السويدية (السويدية)
- باي دونا على موقع قاعدة بيانات الفيلم (الإنجليزية)
- باي دونا على موقع كينوبويسك (الروسية)